# Давос
Даво́с (на местном диалекте — алем. нем. Tafaas, нем. и фр. Davos, итал. Davos, редко — Tavate, романш. Tavau) — город в восточной Швейцарии, в кантоне Граубюнден, на реке Ландвассер.

## История
В XIX веке доктора[какие?] признали микроклимат высокогорной долины полезным для больных лёгочными заболеваниями. Лечившийся здесь Роберт Луис Стивенсон написал роман «Остров сокровищ». Также город является местом действия романа «Волшебная гора» немецкого писателя Томаса Манна. В марте 1929 года в Давосе состоялся философский спор между Эрнстом Кассирером и Мартином Хайдеггером.
Немецкий режиссёр Арнольд Фанк в силу слабого здоровья провёл значительную часть детства в местном санатории. Здесь он посещал Интернат имени герцога Фридриха I Баденского, где получил первые навыки альпинизма и горного спорта. Впоследствии Фанк стал основателем и крупнейшим представителем целого жанра в кинематографе — горного фильма.
С 1 января 2009 года в состав коммуны Давос вошла коммуна Визен (нем. Wiesen), до этого бывшая в составе округа Альбула.

## Спорт
В 1913 году в городе прошёл единственный чемпионат Европы по хоккею с мячом, победу в котором одержала команда Англии. С 1923 года в городе ежегодно проводится Кубок Шпенглера — международный хоккейный турнир.
В середине XX века город обрёл популярность как горнолыжный курорт. С 1971 года в городе ежегодно проводится Всемирный экономический форум (иногда называемый «Давосский форум»).
Городу принадлежит рекорд по количеству проведения в нём мировых чемпионатов по фигурному катанию. Они в нём состоялись 11 раз, первое соревнование такого уровня прошло ещё в 1899 году.

## Ссылки

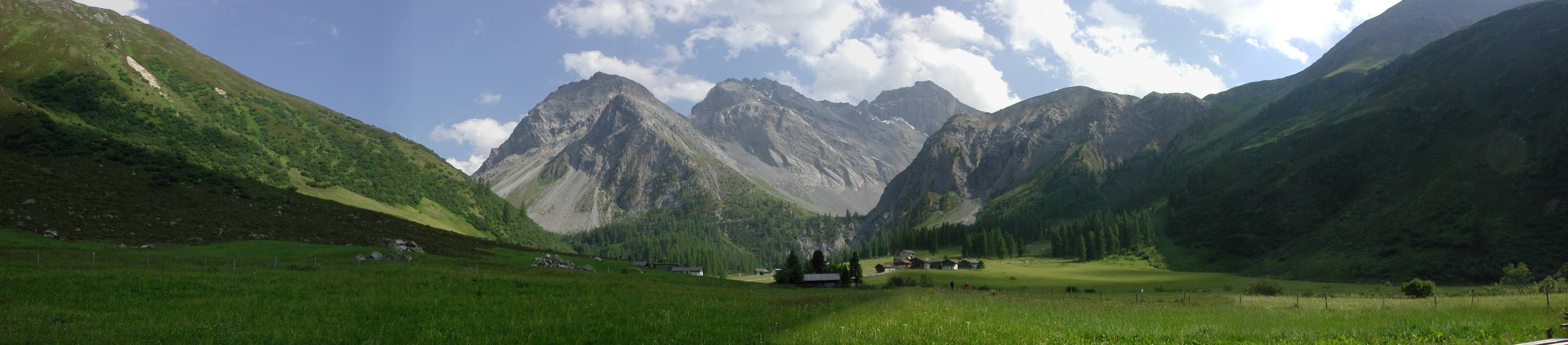
Панорама долины Сертиг рядом с Давосом